# Endocardite non infettiva
Con il termine di endocarditi non infettive, definite anche trombotiche non batteriche, si indicano una dei 3 principali gruppi di endocarditi; esse sviluppano trombi di piastrine e fibrina sterili investendo le valvole cardiache e la parte sinistra del cuore.

## Eziologia
Si associano a condizioni generali di ipercoagulabilità del sangue (tromboflebite migrante, iperestrogenismo, malattie ematologiche, sindromi paraneoplastiche, rallentamento del flusso in pazienti cachettici) che s'inseriscono su quadri locali di valvole spesso già precedentemente danneggiate (flusso non laminare).

## Sintomatologia
Anche se originalmente non si hanno manifestazioni, può mostrarsi in associazione a forme tumorali, è una delle cause maggiori per quanto riguarda embolie delle arterie. Le stesse embolie possono portare a febbre e soffio cardiaco. A causa dell'associazione con quadri oncologici venivano denominate anche endocarditi terminali.

## Anatomia Patologica
Si riscontrano trombi friabili da 1 a 5 mm sulle facce assiali delle valvole, in assenza di microrganismi ed infiammazione locale. I trombi sono di dimensioni generalmente maggiori rispetto alle vegetazioni o alle verruche di altri tipi di endocarditi.

## Epidemiologia
Si manifesta in ambo i sessi in un'età che va dai 19 ai 90 anni, per le sue caratteristiche viene spesso diagnostica dopo la morte della persona.

## Terapia
La terapia consiste nella somministrazione di anticoagulanti (questo vale solo nelle forme non infettive in quelle normali l'assunzione di tali farmaci è controindicato) insieme ad eparina e warfarin. Gli anticoagulanti hanno l'effetto di contrastare la nascita di embolie.

## Prognosi
La prognosi è pessima, può evolversi nella forma batterica.